# Cümə-Moschee von Şamaxı
Die Cümə-Moschee von Şamaxı oder auch Freitagsmoschee von Şamaxı (aserbaidschanisch: Şamaxı Cümə Məscidi) ist eine Moschee in Şamaxı.

## Geschichte
Die Moschee wurde ca. in den Jahren 743 bis 744 gebaut, wie sich aus Arabischen Inschriften auf der Fassade der Moschee ergibt, die das Jahr 126 im islamischen Kalender angeben. Ebenso begann in diesem Zeitraum der Bau von vielen Moscheen in Aserbaidschan. Die Bauzeit der Moschee geht auf die Regierungszeit des Vikars vom Kalifat im Kaukasus und Dagestan, des arabischen Befehlshabers Maslam ibn Abd-al Melik, Bruder des umayyadischen Kalifen Walil I. (705–715), zurück, der Şamaxı als Bauort wählte.
Die Moschee wurde durch Schlachten und Erdbeben beschädigt. Ein Beispiel davon war bei den Georgisch-Seldschukischen Kriegen, als im Jahre 1123 der Herrscher der Schirwanschah zum seldschukischen Sultan Mahmud floh, um sich vor den Georgiern zu schützen: „die Angreifer zerstörten die Moschee, rissen das Minarett nieder und plünderten die Stadt“.
Sanierungen an der Moschee begannen im 12. Jahrhundert aufgrund des Schadens in den vorangegangenen Jahrzehnten. Sie wurden vom Schirwanschah-Herrscher Mənuçehr III. durchgeführt. Die zweiten Sanierungen der Moschee begannen laut Evliya Çelebi im 17. Jahrhundert im Safawidenreich. Laut ihm unternahmen die Safawiden Sanierungen bei der größten Moschee von Şamaxı.
Nach dem stärksten Erdbeben in Şamaxı, welches der Moschee sehr viel Schaden hinzufügte, begannen weitere große Sanierungen der Moschee. Sie sollten von Zivər bəy Əhmədbəyov geführt zu werden, zu der Zeit einer der populärsten Architekte in Aserbaidschan. Nachdem man ihm aber nicht erlaubte, das Äußere der Moschee beizubehalten, verließ er das Sanierungsteam, woraufhin Józef Plośko der Architekt wurde.
Im Dezember 2009 wurde eine Regierungsanordnung zur Sanierung der Moschee erlassen.

## Architektur

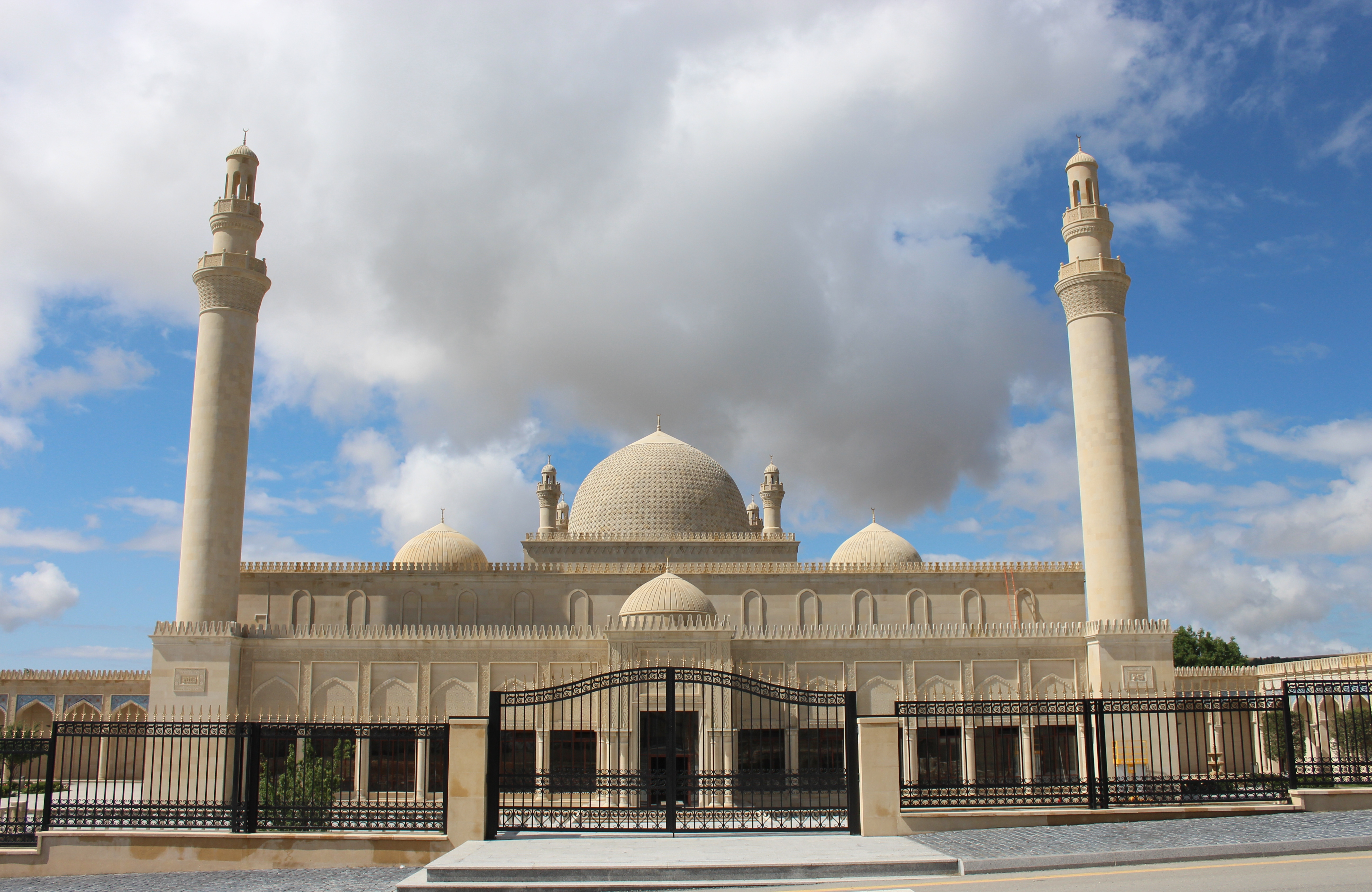
Die Moschee von vorne gefilmt

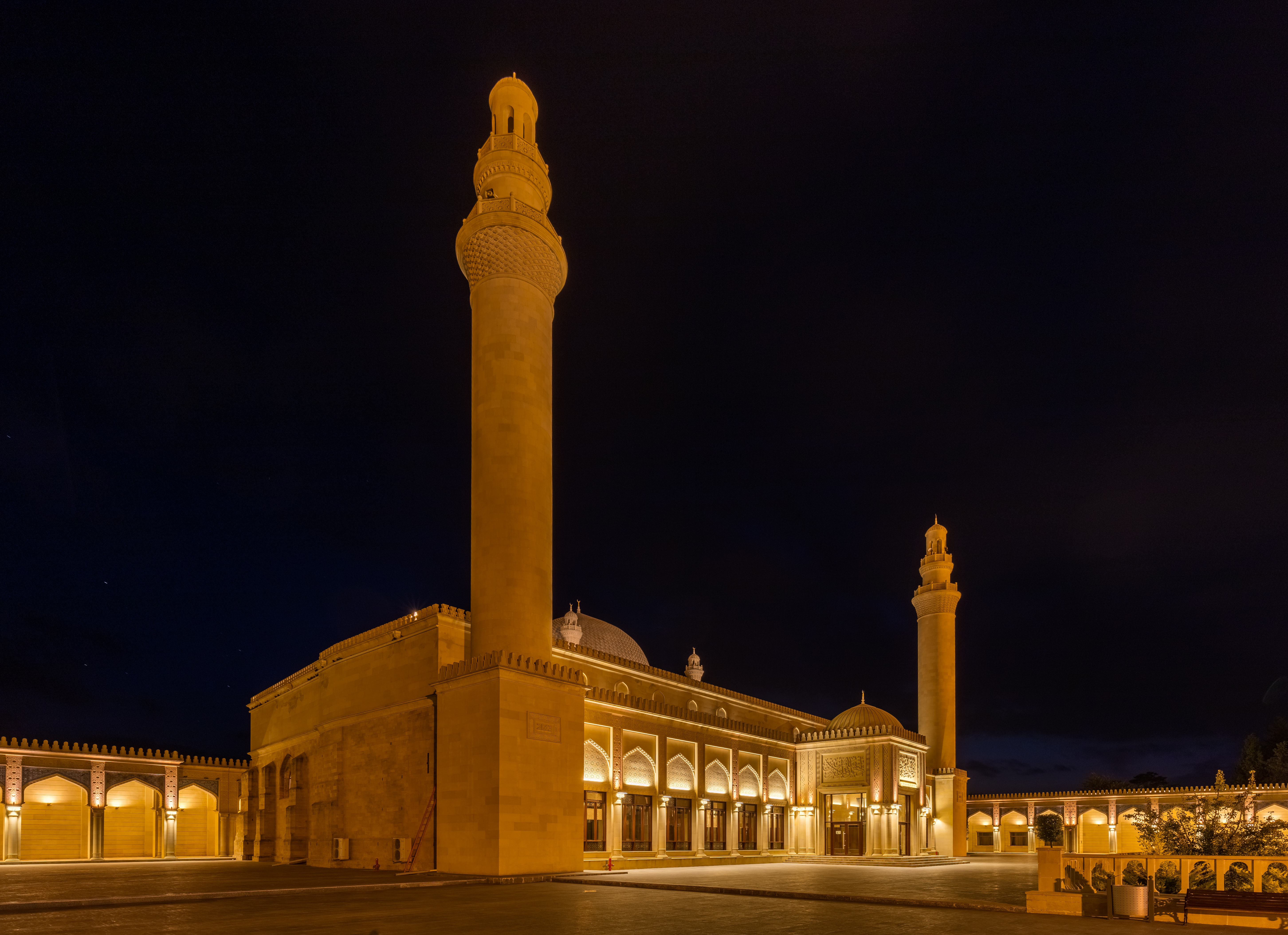
Die Moschee von der Seite gefilmt

Der Komplex der Moschee zeichnet durch sein Volumen und seine Silhouette unter den Kult- und Zivildenkmälern Aserbaidschans aus, da sie mit früheren Denkmälern der islamischen Architektur in Zusammenhang steht. Die einzige erhaltene Skizze der Moschee wurde 1847 vom russischen Architekten G. Gagarin angefertigt, der auf seinen Bildern Baudenkmäler und andere Städte Aserbaidschans porträtierte. Allein diese Bilder vermitteln einen Eindruck vom äußeren Erscheinungsbild und der inneren Verzierung der alten Moschee. Der ursprüngliche innere Aufbau der Moschee wurde trotz mehrfacher Umbauten bis heute beibehalten. Auf den Bildern von G. Gagarin ist die Struktur der Moschee mit drei Hallen und einem dreiteiligen Innenbereich zu sehen, der mit zentralen und kleineren Seitenkuppeln bedeckt ist. Die zentrale spitze Kuppel, die Säulen der Seitenteile und der längliche Innenraum der Moschee ähneln sehr der Moschee von Derbent. Der Grundriss der Moschee ist rechteckig, die Größe der Moschee beträgt 46 Meter in der Länge und 28 Meter in der Breite. Die Moschee verfügt über eine große Anbetungshalle, die in drei getrennte quadratische Abschnitte unterteilt ist. Jeder Teil der Moschee verfügt über einen eigenen Mihrab und Eingang. Aufgrund dieser Planung wird die Moschee als Drei-Hallen-Moschee bezeichnet. Dieser Aufbau erinnert an den der Umayyadenmoschee, die 708 erbaut wurde.